# Irina Abysova
Irina Alekseyevna Abysova (Moscou, 7 de novembro de 1980) é uma triatleta profissional russa.

## Carreira

### Londres 2012
Irina Abysova disputou os Jogos de Londres 2012, terminando em 13º lugar com o tempo de 2:01:52.